# جوان أوليفر أراوغو
جوان أوليفر أراوغو (بالإسبانية: Joan Oliver Araujo)‏ هو مدرس إسباني، ولد في 1959 في ميورقة في إسبانيا.